# Ethusa americana
Ethusa americana är en kräftdjursart som beskrevs av Alphonse Milne-Edwards 1880. Ethusa americana ingår i släktet Ethusa och familjen Dorippidae. Inga underarter finns listade i Catalogue of Life.